# Тёрнера раскидистая

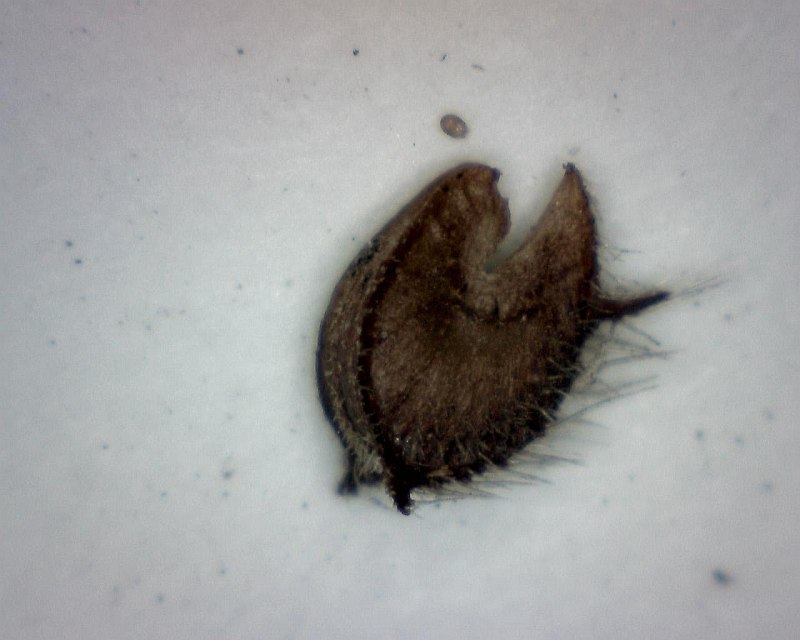
Семена дамианы

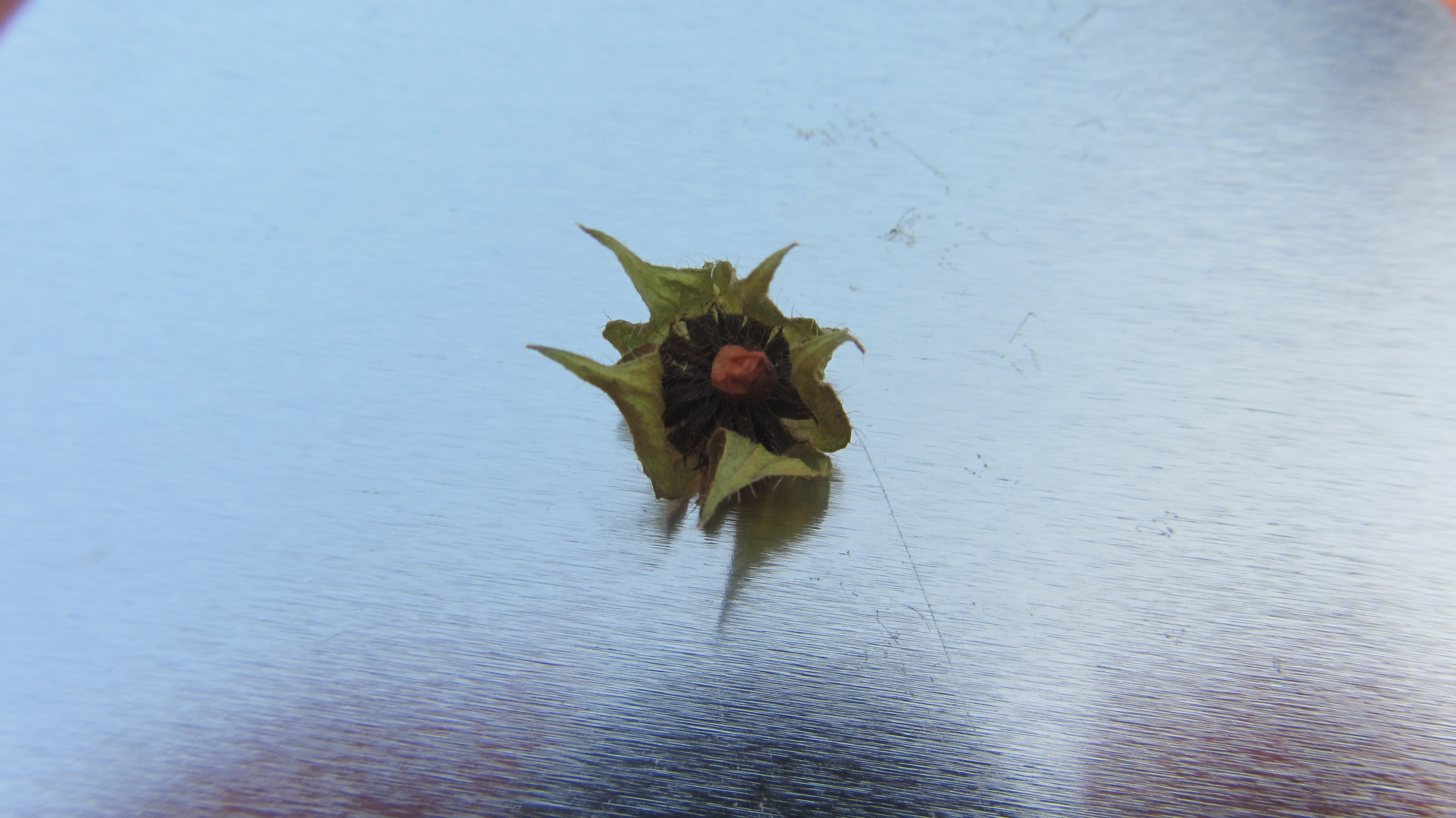
Семенная коробочка дамианы

Тёрнера раскидистая (лат. Turnera diffusa), или Дамиана, — кустарничек высотой до 60 см из рода Тёрнера семейства Страстоцветные, распространён в Мексике, в Центральной и Южной Америке, на Карибских островах.
Синоним: Turnera aphrodisiaca.
В литературе растение называют также турнера раскидистая.

## Химический состав
Растение содержит арбутин, дамианин, сахара, смолы, таннины, хлорофилл, эфирные масла, горечи. Листья содержат 0,2-0,9 % эфирного масла, 6 % твёрдой коричневой смолы, 8 % мягкой смолы, 3,5 % таннина и 6 % крахмала. В стеблях растения содержится кофеин. Первоначально растение подозревалось на наличие в нём эфедрина, однако многократный химический анализ определил, что этот алкалоид в растении отсутствует.

## Использование
Растение с древних времён известно как афродизиак и психоактивное средство, использовалось ацтеками для восстановления половой активности.
Индейцы майя использовали дамиану для лечения астмы, заболеваний лёгких, головокружений и поддержания общего тонуса. Гидрохинон арбутина и дамианин, содержащиеся в листьях, оказывают стимулирующее действие на перистальтику кишечника и работу мочеполового тракта.
Листья растения используют для приготовления некоторых лекарств, а также для ароматизации ликёров. Дамиана, как тонизирующий компонент, входит в состав энергетического напитка Revo, а также используется в составе некоторых современных БАД.
Дамиана является основой одноимённого мексиканского ликера, который зачастую используется в Мексике (прежде всего — в Лос-Кабосе) вместо ликера трипл сек в коктейле маргарита; утверждается, что оригинальный рецепт маргариты был основан именно на ликере «Damiana».

## История
Трава и цветы растения с давних времен использовались майя и другими обитателями Мексики в медицине и в качестве афродизиака. Миссионер Хуан Мария де Сальватьерра в 1699 году впервые описал применение растения североамериканскими индейцами и его афродизирующие свойства. Первое ботаническое описание дамианы принадлежит австрийскому ботанику Йозефу Шультесу (1820). Растение используется в американской и мексиканской фармацевтике с XIX века, в Европу ввезено в 1880 году.
Как афродизиак дамиана использовалась в составе любовных составов в магии Вуду. В афро-карибских культах это растение посвящалось богине любви Эрзули. В магической традиции индейцев Макаи корни одной из разновидностей дамианы использовались для улучшения звука флейт.
Изобретатель кока-колы доктор Джон Стит Пембертон незадолго до введения сухого закона создал тонизирующий напиток «french wine coca». Помимо экстрактов из коки и ореха кола напиток содержал вино и экстракт дамианы (см. статью Вино Мариани)..